# Орден князя Данила I
О́рден кня́зя Дани́ла I (чорн. Орден Књаза Даніла I) — орден перший княжий і згодом королівський орден Чорногорії, що є династичною нагородою Чорногорського Королівського Дому.

## Історія
Орден було засновано князем Данилом I 23 квітня 1853 року для нагородження за подвиги у війні проти Туреччини 1852—1853 роках. При установі орден мав одну ступінь. Перша реорганізація ордена сталася 23 квітня 1861, коли були введені дві старші ступеня — Великого Хреста і командора, а старий хрест ордена став 3-й ступенем. У 1875 році була додана 2-й ступінь гранд-офіцера. Остання реформа ордена сталася в 1895 році — була додана 4-я лицарська ступінь, а старий хрест став 5-м ступенем і став іменуватися Хрестом Данила I.

## Ступені
- 1-й ступінь — кавалер Великого Хреста;
- 2-й ступінь — великий офіцер;
- 3-й ступінь — командор;
- 4-я ступінь — лицар;
- 5-й ступінь — хрест Князя Данила I.

| Ступені              | Ступені     | Ступені     | Ступені     | Ступені       |
| -------------------- | ----------- | ----------- | ----------- | ------------- |
| 5-й ступінь          | 4-я ступінь | 3-й ступінь | 2-й ступінь | 1-й ступінь   |
| Хрест Князя Данила I |             |             |             | Великий хрест |